# Невыносимая жестокость
Невыноси́мая жесто́кость (англ. Intolerable Cruelty) — американский художественный фильм в жанре романтической комедии, поставленный режиссёром Джоэлом и Итаном Коэноми и спродюсированный Итаном Коэном и Брайаном Грейзером.
В главных ролях снялись Джордж Клуни, Кэтрин Зета-Джонс.
Премьера фильма состоялась в Лос-Анджелесе и Нью-Йорке 10 октября 2003 года.

## Производство
Преуспевающий адвокат Майлс Мэсси специализируется на бракоразводных процессах. Брачный контракт подготовленный его конторой, считается «пуленепробиваемым» среди клиентов. Адвокату несколько надоела работа и в суде он откровенно скучает. Майлс выигрывает очередное дело, разоблачая брачную аферистку Мэрилин Рексрот. Её жертвой должен был стать богач Рекс Рексрот, но Майлс смог найти компромат на Мэрилин и выиграть дело. В ходе дела Майлс встречается с Мэрилин они устраивают свидание в ресторане, адвокат начинает заигрывать с ответчицей, но она не отвечает взаимностью.
Так Мэрилин остаётся после очередного развода на бобах, но задумывает контраферу. Она привлекает на свою сторону Донована Донели, в прошлом продюсера телешоу. Ныне, после проигрыша дела о разводе с бывшей супругой, которую защищал Майлс, он остался без гроша и живёт на улице. Через полгода Мэрилин появляется в офисе Майлса под руку со своим женихом — нефтяным миллионером Говардом Д. Дойлом. Она просит составить их неуязвимый брачный контракт. Вскоре Майлс присутствует на свадьбе Говарда и Мэрилин и во время церемонии жених в знак уверенности в их взаимных чувствах, съедает контракт на глазах у гостей. Еще через некоторое время Майлс встречает Мэрилин после развода с Говардом, который всё таки случился. Всё это время Майлс питал чувства в Мэрилин и здесь он уже не выдерживает и делает предложение. Они женятся.
В итоге выясняется, что свадьба Мэрилин была сложной комбинацией. «Говард Д. Дойл» актёр, которого с подачи Мэрилин нанял Донован Дейли, чтобы пустить пыль в глаза Майлсу. На самом деле сам адвокат и его состояние были целью аферистки. В дело вмешивается босс Майлса, который опасаясь потери репутации фирмы, в отчаянии, предлагает ликвидировать Мэрилин при помощи киллера. В последний момент выясняется, что скончавшийся Рекс Рексрот последней волей оставил своё состояние именно Мэрилин и она теперь намного богаче Майлса. Это меняет соотношение сторон при разводе и состояние Майлса вне опасности. Майлс пытается спасти от киллера Мэрилин, но всё разрешается само собой. Из-за несчастного случая киллер убивает сам себя.
В концовке герои снова встречаются в офисе договариваясь о разводе. В последний момент Майлс готов дать Мэрилин второй шанс.

## В ролях
| Актёр                 | Роль                                            |
| --------------------- | ----------------------------------------------- |
| Джордж Клуни          | Майлз Мэсси адвокат по бракоразводным процессам |
| Кэтрин Зета-Джонс     | Мэрилин Гамильтон-Рексрот-Дойл-Мэсси            |
| Пол Адельштейн        | Ригли                                           |
| Седрик «Развлекатель» | Гас Петч частный детектив                       |
| Ричард Дженкинс       | Фредди Бендер адвокат Мэрилин                   |
| Билли Боб Торнтон     | Говард Д. Дойл                                  |
| Джеффри Раш           | Донован Доннелли продюсер телесериалов          |
| Джулия Даффи          | Сара Батиста О'Фланаган Соркин подруга Мэрилин  |
| Эдвард Херрманн       | Рекс Рексрот                                    |
| Джонатан Хэйдари      | Хайнц, барон Клаус фон Эспи                     |
| Том Элдридж           | старший партнёр Херб Мэйерсон                   |
| Стейси Трэвис         | Бонни Доннелли                                  |
| Ирвин Киз             | Сиплый Джо наёмный убийца                       |
| Изабелль О'Коннор     | судья Марва Мэнсон                              |

## Создание
Первоначально режиссёром картины значился Джонатан Демми. Название картины «Intolerable Cruelty» на некоторой стадии было обрезано до «Intolerable», но затем было обратно возвращено до полного.
Съёмки картины начались в конце июня 2002 года, сдвинувшись с конца 2001 года, чтобы позволить Джорджу Клуни вовремя доснять «Признания опасного человека» и сняться в «Солярисе». Съёмки закончились в конце сентября 2002 года.
Первоначально проект разрабатывался под Джулию Робертс и Ричарда Гира, после их «Сбежавшей невесты» эта идея отпала. Позже на главную женскую роль рассматривалась Теа Леони, а на главную мужскую — Хью Грант и Уилл Смит.
Режиссеры сделали отсылку к фильму «Подручный Хадсакера», добавив круг Норвила Барнса в финальную сцену, снятую в декорациях популярного реалити-шоу «Самые смешные разводы Америки». Оба фильма имеют одну идею — цикл бездумной индустрии развлечений остается непрерывным, как бы к этому ни относились.
Бюджет фильма составил 60 млн долларов.

## Оценки
На сайте агрегаторе Rotten Tomatoes фильм получил рейтинг 76 % на основе 188 рецензий кинокритиков.